# Élastométrie impulsionnelle
L'élastométrie impulsionnelle (un développement breveté de l'élastographie) a pour principale application clinique l'évaluation non-invasive de la fibrose du foie.

## Principes biophysiques
Le principe utilisé est simple : plus le foie est dur, plus la fibrose est importante. Cette relation entre la dureté du foie et le degré de fibrose est à rapprocher de la palpation du médecin.
C'est l'élasticité, fonction de l'état pathologique des tissus, qui est utilisée comme paramètre-clé pour analyser cette dureté.
Selon les principes de mécanique des milieux continus, plus un milieu est dur, rigide, plus son élasticité augmente.
Cette élasticité, homogène à une pression, ou plus précisément une contrainte, s’exprime en kilopascal (kPa).

## Applications
(août 2020).
Pour mesurer cette élasticité du foie, l'élastomètre impulsionnel engendre une petite vibration à la surface de la peau qui va se propager dans le foie. Cette vibration est obtenue par un vibreur situé sur une sonde d'échographie, .
Cette technique est validée pour l'évaluation de la fibrose dans les hépatites B et C, la maladie alcoolique du foie, la NASH et les hépatopathies biliaires[réf. nécessaire]. Elle devrait permettre d'évaluer également la stéatose hépatique, qui modifie l'atténuation des ultrasons et donc les résultats lorsqu'elle est associée à la fibrose ; cette indication n'est pas validée en 2012,.
Le dispositif pourrait également être utilisé pour évaluer et surveiller les patients porteurs d'une hypertension portale,.
À titre d'exemple, dans l'hépatite chronique C une valeur > 7 kPa est associé à un score Metavir supérieur ou égal à F2 et une valeur > 14 kPa à un score F4.